# Isabell Huber

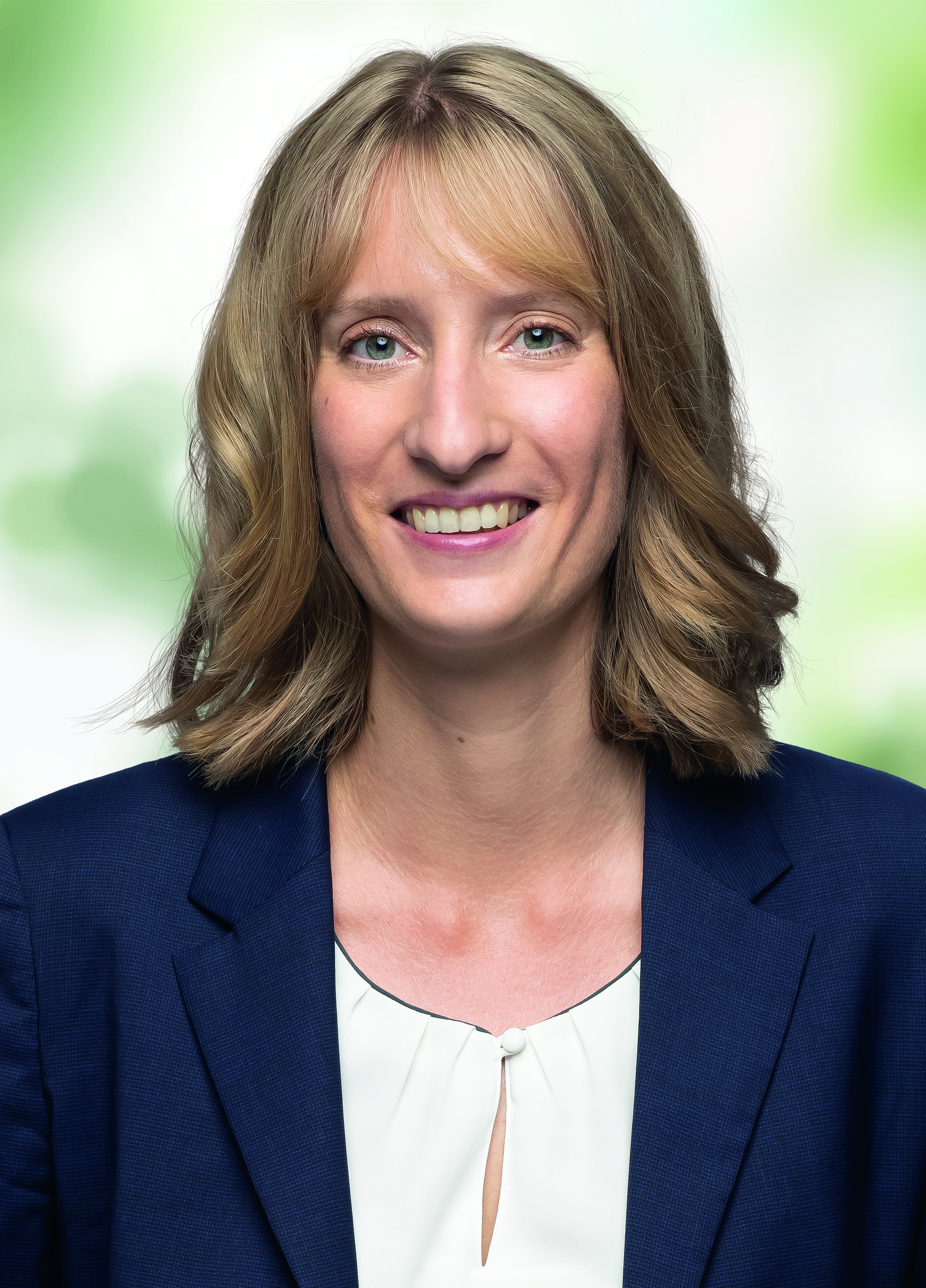
Isabell Huber MdL (2020)

Isabell Huber (* 27. August 1987 in Heilbronn) ist eine deutsche Politikerin (CDU). Seit 2019 ist sie Abgeordnete im Landtag von Baden-Württemberg. Von 2021 bis 2023 war sie Generalsekretärin der CDU Baden-Württemberg.

## Leben
Huber wuchs in Wüstenrot auf. Nach dem Abitur am Justinus-Kerner Gymnasium in Weinsberg begann Huber an der Hochschule Kehl das Studium für den gehobenen Verwaltungsdienst und schloss dieses 2011 mit dem Bachelor of Arts in Public Management ab. Sie begann daraufhin, bei der Stadtverwaltung Stuttgart in den Bereichen Internationale Netzwerk- und Gremienarbeit sowie Demografischer Wandel zu arbeiten. Schließlich übernahm sie die Organisation der Einwohnerversammlungen sowie die Betreuung der Stadtbezirke. Von 2013 bis 2016 absolvierte Huber berufsbegleitend den Masterstudiengang Public Management an der Hochschule Ludwigsburg, den sie erfolgreich abschloss und damit in den höheren Dienst aufstieg. Bis 2018 arbeitete Huber als persönliche Mitarbeiterin des Haupt- und Personalamtsleiters der Stadt Stuttgart.
Huber ist evangelischer Konfession, verheiratet, und hat zwei Kinder – eine Tochter (* 2018) und einen Sohn (* 2023).

## Politische Laufbahn
Im Jahr 2009 trat Isabell Huber in die CDU ein und ist seitdem im Ortsverband Wüstenrot aktiv. 2010 trat sie auch in die Junge Union ein. Daraufhin folgten verschiedene Ämter im JU-Kreisvorstand Heilbronn, in der JU-Region Heilbronn-Franken sowie im JU-Bezirksvorstand Nordwürttemberg, bis Huber von Anfang 2013 bis 2014 den JU-Kreisverband Heilbronn als Vorsitzende führte. Gleichzeitig war sie von 2014 bis 2015 im CDU-Kreisvorstand Heilbronn sowie von 2013 bis 2015 im CDU-Bezirksvorstand Nordwürttemberg aktiv. Bei der Landtagswahl in Baden-Württemberg 2016 trat sie als Ersatzkandidatin von Bernhard Lasotta im Wahlkreis Neckarsulm an und rückte im Januar 2019 nach dessen Tod in den Landtag nach.
Seit 2019 ist Huber ebenfalls in der Frauen-Union Baden-Württemberg sowie in der JU Baden-Württemberg kooptiert. Des Weiteren wurde sie bei der Kommunalwahl 2019 zur Ortschaftsrätin von Wüstenrot gewählt und ist seitdem stellvertretende Ortsvorsteherin. Im CDU-Kreisverband Heilbronn ist sie seit Ende November 2019 stellvertretende Vorsitzende.
In der 16. Wahlperiode war Huber Mitglied des Ausschusses „Soziales und Integration“ und auch als integrationspolitische Sprecherin ihrer Fraktion tätig. Daneben war sie Mitglied im Ausschuss „Europa und Internationales“. Seit November 2020 war sie zudem Mitglied im Ausschuss „Inneres, Digitalisierung und Migration“
Bei der Landtagswahl 2021 erreichte sie über ein Zweitmandat im Wahlkreis Neckarsulm den Wiedereinzug in den Landtag. Im Mai 2021 wurde sie als Nachfolgerin von Manuel Hagel zur kommissarischen Generalsekretärin der CDU Baden-Württemberg gewählt. Im November 2023 wurde sie in diesem Amt von Nina Warken abgelöst.
Seit März 2024 ist Huber ehrenamtliche Ortsvorsteherin der Ortschaft Wüstenrot.